# Ur Life
Az Ur Life című dal a német Marusha első kimásolt kislemeze a No Hide No Run című stúdióalbumról. Az albumról 3. kislemez jelent meg. A dal a német slágerlista 34. helyéig jutott.

## Megjelenések
CD Maxi-Single  Low Spirit Recordings – 74321 46139 2
- 1	Ur Life	5:56
- 2	Check Dis Out	5:08
- 3	Ur Life (Short Mix) 3:41